# Mr. President
Mr. President var et tysk eurodance-gruppe fra Bremen, bedst kendt for deres megahit "Coco Jamboo" i 1996. Sangen lå nummer 1 i Tyskland, Østrig, Schweiz og andre europæiske lande, samt nummer 7 i England og 21 i USA.[kilde mangler]

## Medlemmer
- Lady Danii (Daniela Haak; 1991–2008)
- T-Seven (Judith Hinkelmann; 1991–2000)
- Sir Prophet (George Jones; 1991–1994)
- Lazy Dee (Delroy Rennalls; 1994–2008)
- Caren Miller (1994-1999) (ghost singer for T-Seven)
- Anne Schroeder (1994-1999) (ghost singer for Lady Danii)
- William King III (1995-2003) (ghost singer for Lazy Dee)
- Nadia Ayche (2001–2002)
- Myra (Myriam Beckmann; 2002–2003)
- Franzi (Franziska Frank; 2003–2008)

Timeline

## Diskografi

### Studiealbums
| Up'n Away – The Album                                      | - Released: 1995 - Label: Warner (Germany) - Formats: CD, cassette, vinyl                | 37 | —  | 4  | —  | —  | —  | 38 | - IFPI FIN: Platinum                                   |
| We See the Same Sun (Entitled Coco Jumbo in Japan)         | - Released: May 17, 1996 - Label: Warner International - Formats: CD, cassette, vinyl    | 16 | 15 | 1  | 10 | 80 | 56 | 9  | - IFPI FIN: Platinum - IFPI SWI: Gold - RIAJ: Platinum |
| Night Club (Entitled Joe Joe Action in Japan)              | - Released: August 27, 1997 - Label: Warner International - Formats: CD, cassette, vinyl | 10 | 15 | 10 | 17 | —  | —  | 11 | - RIAJ: Gold                                           |
| Space Gate                                                 | - Released: May 25, 1999 - Label: Warner (Germany) - Formats: CD, cassette, vinyl        | 5  | 22 | 32 | 48 | —  | —  | 11 |                                                        |
| "—" denotes items that did not chart or were not released. |                                                                                          |    |    |    |    |    |    |    |                                                        |

### Opsamlingsalbums
| Mr. President (U.S. release only)                          | - Released: July 15, 1997 - Label: Warner Brothers - Formats: CD, cassette, vinyl           | 94 |
| Happy People (Japan release only)                          | - Released: August 26, 1998 - Label: Warner Brothers (Japan) - Formats: CD, cassette, vinyl | —  |
| A Kind of...Best!                                          | - Released: November 20, 2000 - Label: Warner International - Formats: CD, cassette         | —  |
| Forever & One Day (Japan release only)                     | - Released: June 12, 2003 - Formats: CD, cassette                                           | —  |
| "—" denotes items that did not chart or were not released. |                                                                                             |    |

### Singler
| Titel                                                      | År   | Højeste hitlisteplacering | Højeste hitlisteplacering | Højeste hitlisteplacering | Højeste hitlisteplacering | Højeste hitlisteplacering | Højeste hitlisteplacering | Højeste hitlisteplacering | Højeste hitlisteplacering | Højeste hitlisteplacering | Højeste hitlisteplacering | Certificering                                                                                 | Album                         |
| Titel                                                      | År   | GER                       | AUS                       | AUT                       | FIN                       | FRA                       | NDL                       | SWE                       | SWI                       | UK                        | US                        | Certificering                                                                                 | Album                         |
| ---------------------------------------------------------- | ---- | ------------------------- | ------------------------- | ------------------------- | ------------------------- | ------------------------- | ------------------------- | ------------------------- | ------------------------- | ------------------------- | ------------------------- | --------------------------------------------------------------------------------------------- | ----------------------------- |
| "MM"                                                       | 1993 | —                         | —                         | —                         | —                         | —                         | —                         | —                         | —                         | —                         | —                         |                                                                                               | Non-album single              |
| "Up'n Away"                                                | 1994 | 12                        | —                         | 6                         | 17                        | —                         | —                         | 24                        | 17                        | —                         | —                         | - BVMI: Gold                                                                                  | Up'n Away – The Album         |
| "I'll Follow the Sun"                                      | 1995 | 23                        | —                         | 18                        | 15                        | —                         | —                         | —                         | 16                        | —                         | —                         |                                                                                               | Up'n Away – The Album         |
| "4 On the Floor"                                           | 1995 | 38                        | —                         | —                         | 20                        | —                         | —                         | 36                        | —                         | —                         | —                         |                                                                                               | Up'n Away – The Album         |
| "Gonna Get Along (Without Ya Now)"                         | 1995 | 31                        | —                         | —                         | —                         | —                         | —                         | —                         | —                         | —                         | —                         |                                                                                               | Up'n Away – The Album         |
| "Coco Jamboo"                                              | 1996 | 2                         | 7                         | 1                         | 3                         | 28                        | 2                         | 1                         | 1                         | 8                         | 21                        | - BVMI: Platinum - ARIA: Platinum - BPI: Silver - GLF: Gold - IFPI AUT: Gold - IFPI SWI: Gold | We See the Same Sun           |
| "I Give You My Heart"                                      | 1996 | 7                         | —                         | 12                        | 9                         | —                         | —                         | 47                        | 6                         | 52                        | —                         | - BVMI: Gold                                                                                  | We See the Same Sun           |
| "Show Me the Way"                                          | 1996 | 28                        | —                         | 18                        | 19                        | —                         | —                         | 59                        | 21                        | —                         | —                         |                                                                                               | We See the Same Sun           |
| "Coco Jamboo (Christmas Version)"                          | 1996 | —                         | —                         | —                         | 19                        | —                         | —                         | —                         | —                         | —                         | —                         |                                                                                               | Up'n Away – The Special Album |
| "Gonna Get Along" [re-release]                             | 1996 | —                         | —                         | —                         | 13                        | —                         | —                         | —                         | —                         | —                         | —                         |                                                                                               | Up'n Away – The Special Album |
| "Jojo Action"                                              | 1997 | 4                         | 78                        | 3                         | 8                         | —                         | —                         | —                         | 5                         | 73                        | —                         | - BVMI: Gold                                                                                  | Night Club                    |
| "Take Me to the Limit"                                     | 1997 | 11                        | —                         | 16                        | 18                        | —                         | —                         | —                         | 21                        | —                         | —                         |                                                                                               | Night Club                    |
| "Where Do I Belong" (featuring Münchener Freiheit)         | 1997 | 49                        | —                         | 25                        | —                         | —                         | —                         | —                         | —                         | —                         | —                         |                                                                                               | Night Club                    |
| "Happy People"                                             | 1998 | 15                        | —                         | 16                        | —                         | —                         | —                         | —                         | 17                        | —                         | —                         |                                                                                               | Night Club                    |
| "Give a Little Love"                                       | 1999 | 13                        | —                         | 8                         | —                         | —                         | —                         | —                         | 18                        | —                         | —                         |                                                                                               | Space Gate                    |
| "Simbaleo"                                                 | 1999 | 30                        | —                         | 40                        | —                         | —                         | —                         | —                         | 24                        | —                         | —                         |                                                                                               | Space Gate                    |
| "Up'n Away 2K"                                             | 2000 | —                         | —                         | —                         | —                         | —                         | —                         | —                         | —                         | —                         | —                         |                                                                                               | A Kind of... Best             |
| "Love, Sex & Sunshine"                                     | 2003 | 23                        | —                         | 35                        | —                         | —                         | —                         | —                         | —                         | —                         | —                         |                                                                                               | Forever & One Day             |
| "Forever & One Day"                                        | 2003 | 51                        | —                         | 48                        | —                         | —                         | —                         | —                         | —                         | —                         | —                         |                                                                                               | Forever & One Day             |
| "Sweat (A La La La La Long)"                               | 2005 | —                         | —                         | —                         | —                         | —                         | —                         | —                         | —                         | —                         | —                         |                                                                                               | Non-album singles             |
| "Megamix 2006"                                             | 2006 | —                         | —                         | —                         | —                         | —                         | —                         | —                         | —                         | —                         | —                         |                                                                                               | Non-album singles             |
| "—" denotes items that did not chart or were not released. |      |                           |                           |                           |                           |                           |                           |                           |                           |                           |                           |                                                                                               |                               |